# Chất lỏng phi Newton

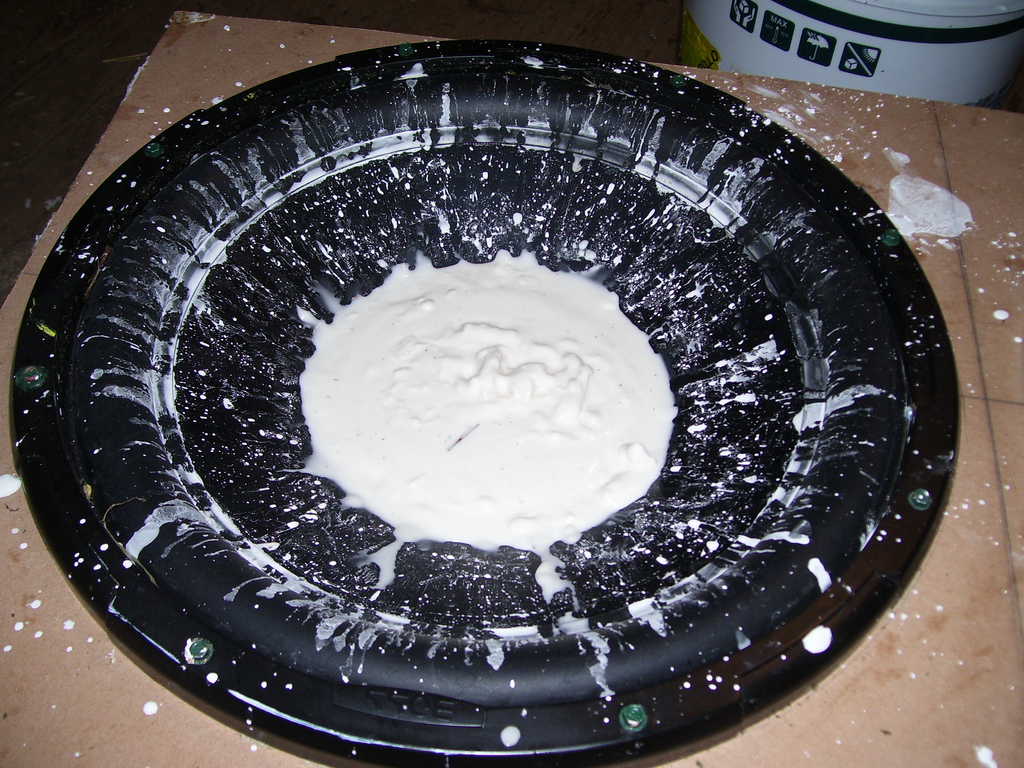
Một hỗn hợp chất lỏng bột ngô

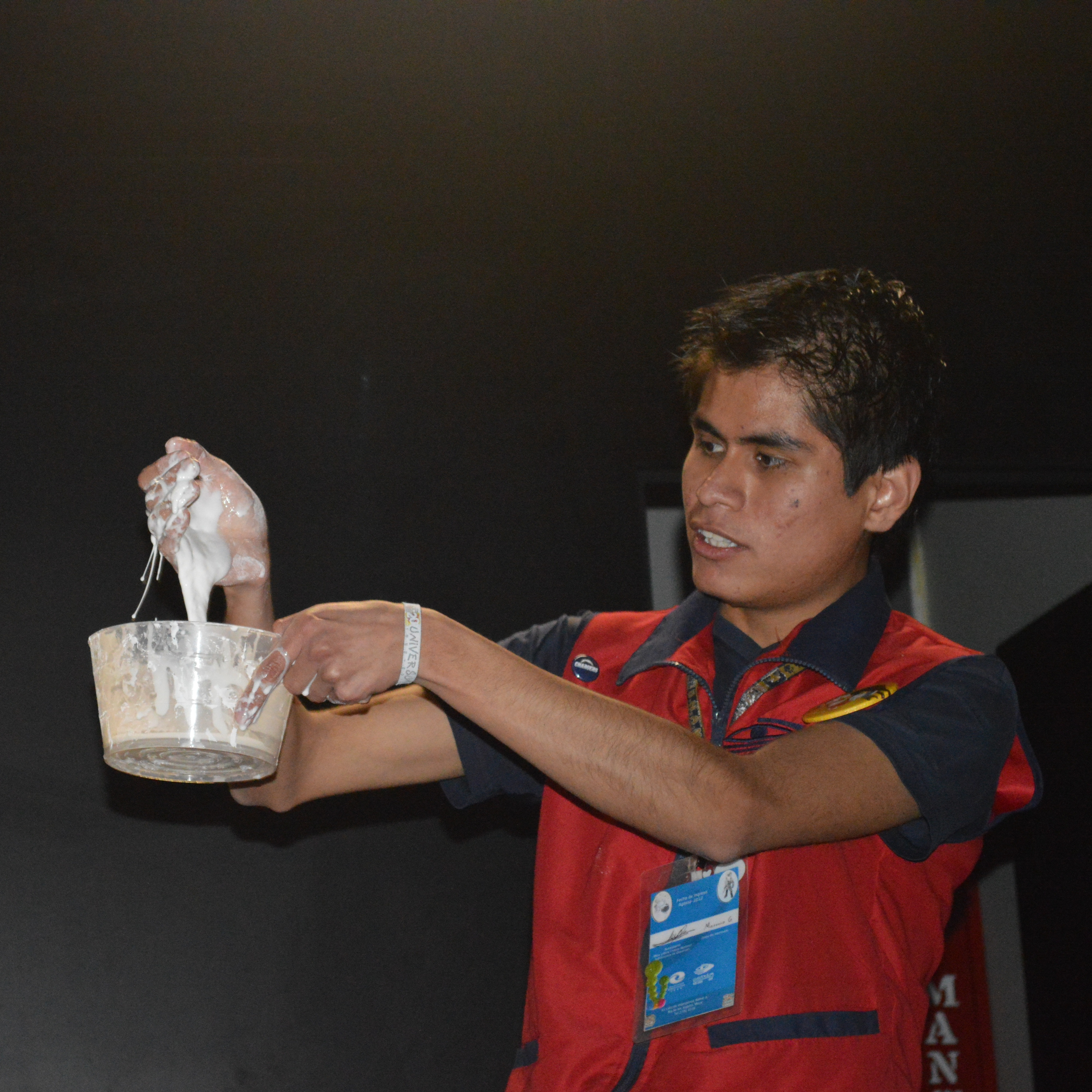
Chế tạo chất lỏng phi Newton

Chất lỏng phi Newton hay chính xác là (tên tiếng Anh: non-Newtonian fluid) là chất lỏng có độ nhớt không tuân theo định luật Newton.

## Đặc điểm
Độ nhớt của các chất lỏng phi Newton như oobleck, kem đánh răng, cao su, silicon không phải là hằng số và có thể thay đổi theo nhiều cách khác nhau, dưới tác động của một hay nhiều yếu tố như lực, thời gian hay nhiệt độ. Khi độ nhớt thay đổi, loại chất lỏng này phản ứng hoàn toàn khác chất lỏng thông thường, có thể từ lỏng hóa rắn, từ rắn hóa lỏng hoặc dày và xốp lên. Không phải loại hạt nào cũng có thể tạo được hỗn hợp phi Newton, chỉ có thể tạo ra thứ chất lỏng hóa rắn nhờ trộn đều chúng với các hạt có kích thước tối thiểu 1 micron hay 0,0001 cm.

## Oobleck
Chất lỏng hóa rắn Oobleck là một loại chất lỏng phi Newton, và thực chất là hỗn hợp dung dịch giữa nước và bột ngô. Khi đổ đầy bột ngô vào một bể nhỏ chứa nước và khuấy đều, một người bất kỳ có thể chạy, thậm chí nhảy trên dung dịch oobleck tạo ra mà không bị chìm. Hỗn hợp này bình thường ở trạng thái như thạch, nhưng khi chịu lực ép mạnh sẽ quánh lại như chất rắn. Và khi không còn lực tác động, oobleck sẽ hóa lỏng, từ đó giúp con người có thể chạy, nhảy thật nhanh trên bề mặt nước oobleck mà không bị chìm, nhưng nếu dừng chậm lại (ngưng tác động lực), họ sẽ chìm xuống.
Oobleck có thể biến đổi từ rắn sang lỏng và ngược lại do sự tương tác giữa các hạt thành phần và kích thước hạt. Khi chịu tác động của lực, khoảng cách giữa các hạt bột ngô trong hỗn hợp thay đổi. Tại vị trí chịu lực, các hạt chụm lại, tạo thành cụm có hình dạng như tinh thể, giúp oobleck trở nên rắn hơn. Để tạo ra hỗn hợp oobleck giúp người có thể chạy trên mặt nước, chúng ta trộn đều một phần nước với 1,5 - 2 phần bột ngô.